# Dypsis dransfieldii
Espèce
Statut de conservation UICN

 NT  : Quasi menacé
Dypsis dransfieldii est une espèce de palmiers (Arecaceae), endémique de Madagascar. En 2012 elle est considérée par l'IUCN comme une espèce quasi-menacée. Alors qu'en 1995 elle était considérée comme une espèce en danger d’extinction.

## Répartition et habitat
Cette espèce est endémique au nord-est de Madagascar où on la trouve du niveau de la mer jusqu'à 100 m d'altitude. Elle pousse dans les forêts de basse altitude, habituellement sur du sable blanc.